# Atlantic Photo Gesellschaft
Die Atlantic Photo Gesellschaft mit beschränkter Haftung war eine deutsche Pressebildagentur. Sie bestand von 1919 bis Ende 1944 in Berlin. Atlantic war eine der ersten reinen Pressebildagenturen Deutschlands.
Die ersten europäischen Bildagenturen wurden in den 1890er Jahren gegründet. Die erste deutsche Bildagentur war Zander & Labisch, sie wurde am 19. Juni 1895 in Berlin gegründet. Im Jahr 1900 gründeten drei ehemalige Schulfreunde – Karl Ferdinand Delius (1877–1962), Martin Gordan und Heinrich Sanden (1877–1946) – die Berliner Illustrations–Gesellschaft (B.I.G.). 1908 wurde die erste Berufsvereinigung deutscher Pressefotografen gegründet, der Verband Deutscher Illustrationsfotografen e.V. unter der Leitung Philipp Kesters. Nach dem Ersten Weltkrieg, in den ersten Jahren der Weimarer Republik, etablierten sich in den großen deutschen Städten rund 50 neue Agenturen. In Berlin zum Beispiel wurde 1920 die „Photothek Römer & Bernstein“ von Willy Römer und Walter Bernstein gegründet, 1921 der „Internationale Presse-Illustration-Photo-Verlag (und Agentur) Max Gerlach“, am 4. März 1923 die Fotoagentur A-B-C-Aktuelle-Bilder-Centrale Georg Pahl, um die Mitte der 1920er Jahre die „Deutsche Presse-Photo-Zentrale“ der Brüder Hans und Fritz Basch und 1924 der „Sportbildverlag“ von Max Schirner. Um 1928/1929 wurde, ebenfalls in Berlin, der „Deutsche Photodienst“ (Dephot) von Simon Guttmann und Alfred Marx gegründet. 1928 eröffnet Rudolf Birnbach die „Weltrundschau“ (Weltrundschau-Presse-Agentur). Viele deutsche Pressebildagenturen konnten jedoch mit den größeren, überwiegend US-amerikanischen Bilderdiensten, die sich ab 1919 in Berlin niederließen, kaum mithalten.
Die Atlantic Photo Gesellschaft m.b.H. ging 1919 aus der im Jahr 1900 gegründete „Berliner Illustrations–Gesellschaft“ (B.I.G.) hervor. Die B.I.G. wurde im Jahr 1919 zwischen ihren Teilhabern aufgeteilt. Karl Ferdinand Delius verließ 1920 Berlin und ließ sich mit Familie und Archiv in Nervi bei Genua nieder. 1928 zog Delius nach Nizza, wo er weiterhin fotografiert und eine Zweigstelle der Pariser Fotoagentur seiner beiden älteren Söhne, Rolf (1907–?) und Marcel (1909–1990?) Delius, führte. Martin Gordan führte seinen Anteil an der B.I.G. unter deren bisherigem Namen bis zu ihrer Schließung 1934 durch die Nationalsozialisten fort. Heinrich Sanden betrieb seinen Anteil an der B.I.G. ab 1919 als Bild-Presseagentur unter dem Namen „Atlantic“ weiter. Delius’ Schwager Walter Bernstein (1890–1938) übernahm gemeinsam mit dem Fotografen Willy Römer (1887–1979) die Agentur „Photothek“. Auch die „Photothek“ wurde jedoch von den Nationalsozialisten geschlossen und Bernstein als Jude verfolgt. In Heinrich Sandens Agentur „Atlantic“ fand Bernstein bis zu seinem frühen Tod im Jahr 1938 sein Auskommen.
In der Weimarer Republik war die Atlantic Photo Gesellschaft Branchenführer. 1926/27 dürfte die von Heinrich Sanden geführte Bildagentur Atlantic etwa 50 Mitarbeiter gehabt haben.
1926 hat die Firma Atlantic ihren Sitz in der Königgrätzerstr. 62 (heute Stresemannstraße), 1927 in der Kopischstr. 1, bis 1929 in der Neuenburgerstr. 13. Bis zum 22. Dezember 1929 hieß die Firma Atlantic Presse Photo GmbH, ab dem 23. Dezember 1929 hieß sie Atlantic Photo Gesellschaft mbH.
1929 wurde die Firma von Dr. Friedrich Karl Herrmann übernommen. Von 1931 bis 1941 war Atlantic in der Schützenstr. 67 ansässig.
Friedrich Karl Herrmann profilierte sich nach der nationalsozialistischen Machtergreifung im Jahr 1933 auf verschiedenen Positionen als Berufsvertretungs-Funktionär. Ab 1933 gehörte seine Atlantic-Photogesellschaft dem Reichsverband Deutscher Bildberichterstatter (R.D.B.) e.V. im Reichsverband der Deutschen Presse an. Ab dem 18. Juni 1937 hieß die vormalige Atlantic Photo Gesellschaft mbH dann Atlantic Photo Verlag Dr. F. K. Herrmann.
Mitte der 1930er Jahre beschäftigte die Atlantic-Photogesellschaft 18 kaufmännische Angestellte und Bildberichterstatter sowie elf Laboranten. 1937 beschäftigte Friedrich Karl Herrmann knapp 30 Mitarbeiter.
Unter den Pressefotografen, die für Atlantic arbeiteten, waren Erich O. Krueger (1895–1956) und Georg Pahl (1900–1963).
Atlantic vertrat auch ausländische Agenturen in Berlin.
1940 gehörte die Firma Atlantic Photo Verlag Dr. F. K. Herrmann zur Gründungsmasse der Atlantic Pressebilderdienst und Verlagsgesellschaft m.b.H., deren Gesellschafter – neben Friedrich Karl Herrmann – noch Bruno Pötsche, Wilhelm Braemer, Hans Bittner und die Fotografen Max Schirner und Fritz Güll waren, sowie die Firma Orbis-Photo G.m.b.H., vereinigte Presse-, Bild- und Materndienst, deren Räumlichkeiten in der Lindenstraße 38 zugleich als Geschäftsadresse des neuen Bilderdienstes dienten. Der Gesellschaftsvertrag befristete die Tätigkeit der Firma auf fünf Jahre; Geschäftsführer wurde Paul Satow, der ab 1941 zusätzlich der Firma Color-Press vorstand, welche auf die Farbfilmtechnik spezialisiert war und hauptsächlich für das Oberkommando der Wehrmacht arbeitete. Wie Color-Press war auch der Atlantic Pressebilderdienst in seiner Tätigkeit eng mit dem Reichsministerium für Volksaufklärung und Propaganda verbunden. Ende 1944 stellte die Atlantic Pressebilderdienst und Verlagsgesellschaft m.b.H. ihre Tätigkeit ein.
Der Bildbestand der Atlantic wurde zusammen mit ihrem fototechnischen Inventar im Juni 1945 durch Mitarbeiter der in Gründung befindlichen Pressebildstelle des Berliner Magistrats in den Räumlichkeiten der Firma Color-Press (Auguststraße 91) sichergestellt. Das Negativarchiv war im Keller des ausgebrannten Hauses Lindenstraße 38 verblieben, aus dem es trotz Gefährdung durch einen Wasserschaden nicht geborgen werden konnte. Mit Übergang der Pressebildstelle an die Landesbildstelle Berlin gelangte auch die Atlantic-Sammlung 1947 dorthin. Die Bestände der Bildagentur Atlantic werden heute zum größten Teil im Deutschen Historischen Museum Berlin verwahrt.